# Chico (Californie)
Pour les articles homonymes, voir Chico.

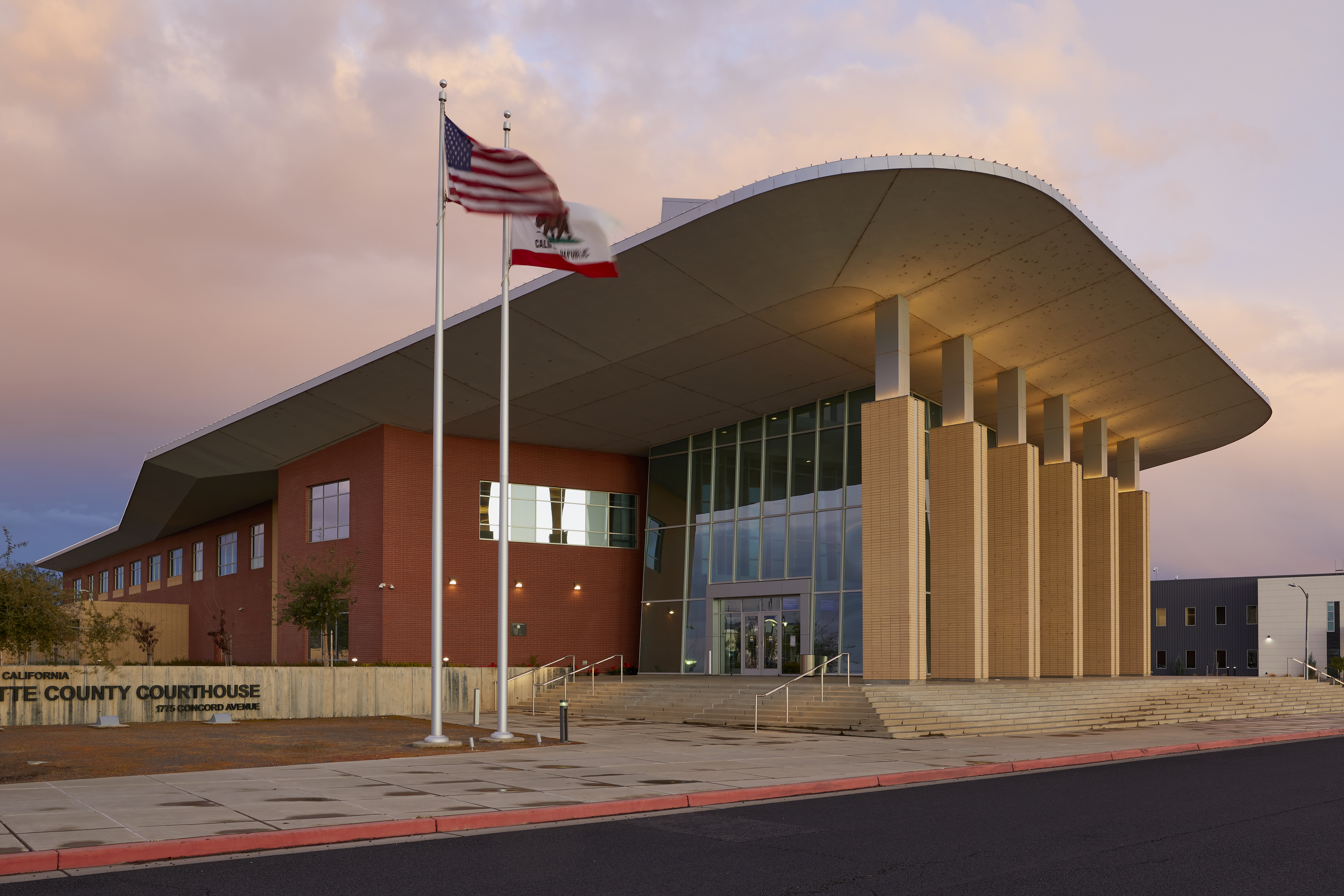
Palais de justice pour le comté de Butte à Chico. Mars 2020

Chico est une municipalité située dans le comté de Butte. Selon le recensement de 2010, sa population était de 86 187 habitants. Un campus de l'université d'État de Californie se trouve à Chico.
La ville a été fondée en 1860 par le général John Bidwell et fut incorporée en 1872.

## Géographie
La ville a une superficie de 71,9 km2 dont 0,04 % sont constitués de plans d'eau. Elle est située au coin nord-est de la vallée de Sacramento, l'une des régions agricoles les plus riches du monde. La ville se trouve à l'est de la Sierra Nevada et ses limites s'étendent au-delà des contreforts de celles-ci. 
La Sacramento River coule à l'ouest, à 8 kilomètres des limites de la ville. Chico est coupée en deux par Bidwell Park, qui s'étend sur huit kilomètres depuis le centre-ville jusqu'aux collines orientales.

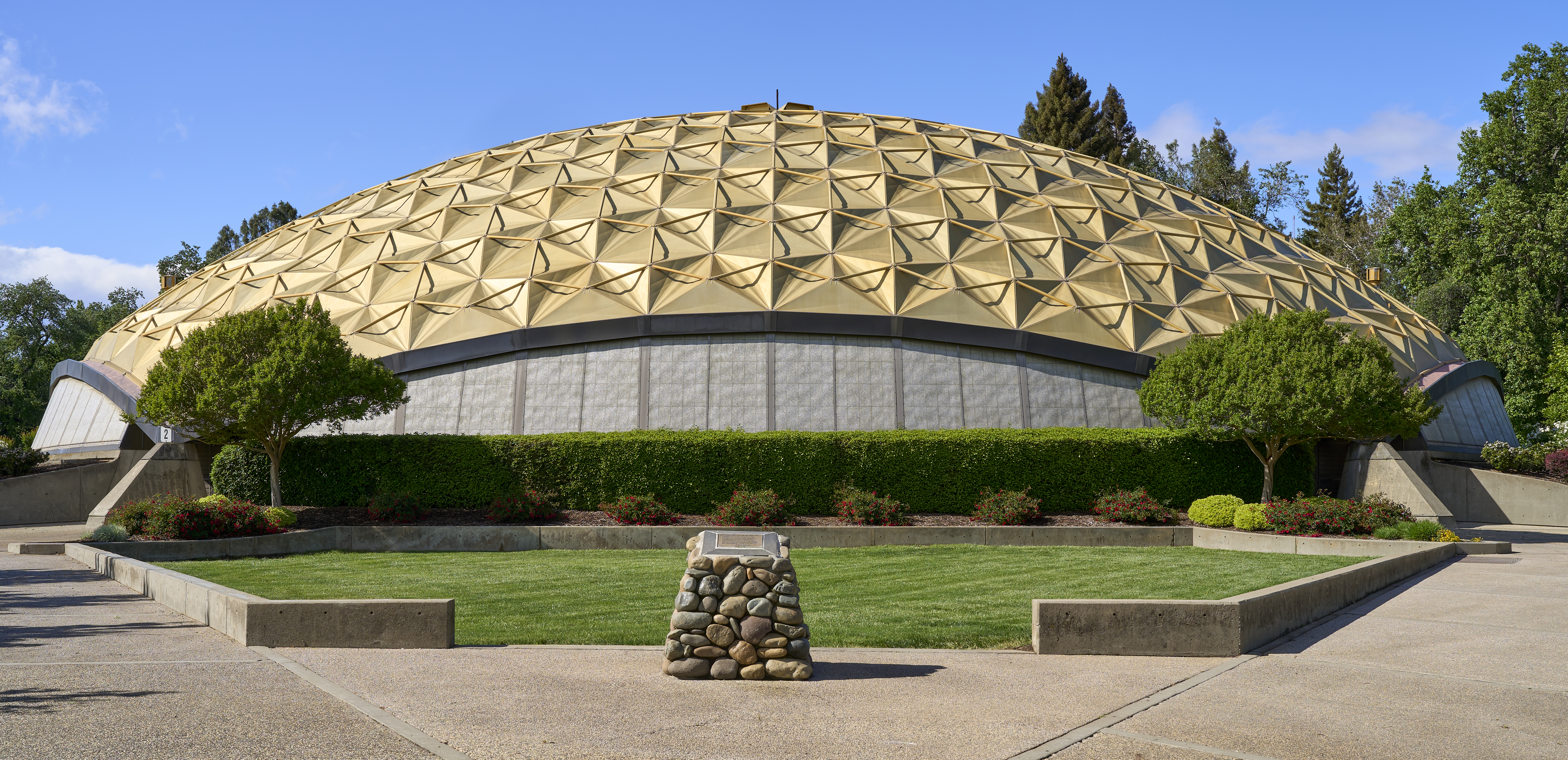
L'église Neighborhood à Chico. Le dôme a été construit en 1987. Photo avril 2021.

## Gouvernement
Le conseil de Chico consiste en sept conseillers. Chacun d'entre eux servent durant quatre années. Le maire est choisi par les membres du conseil et officie deux années. Les réunions ont lieu le premier et le troisième mardi de chaque mois.
Les conseillers sont :
- Mark Sorensen - maire
- Maureen Kirk - maire adjoint
- Steve Bertagna
- Dan Herbert
- Andy Holcombe
- Ann Schwab
- Larry Wahl

Rick Keene, membre de l'assemblée de Californie, était un ancien conseiller de Chico.

## Économie
Chico possède un aéroport (Chico Municipal Airport, code AITA : CIC).

## Démographie
| 1880  | 1890  | 1900  | 1910  | 1920  | 1930  |
| ----- | ----- | ----- | ----- | ----- | ----- |
| 3 300 | 2 894 | 2 640 | 3 750 | 9 339 | 7 961 |

| 1940  | 1950   | 1960   | 1970   | 1980   | 1990   |
| ----- | ------ | ------ | ------ | ------ | ------ |
| 9 287 | 12 272 | 14 757 | 19 580 | 26 716 | 40 079 |

| 2000   | 2010   | - | - | - | - |
| ------ | ------ | - | - | - | - |
| 76 797 | 86 187 | - | - | - | - |

## Points d'intérêt

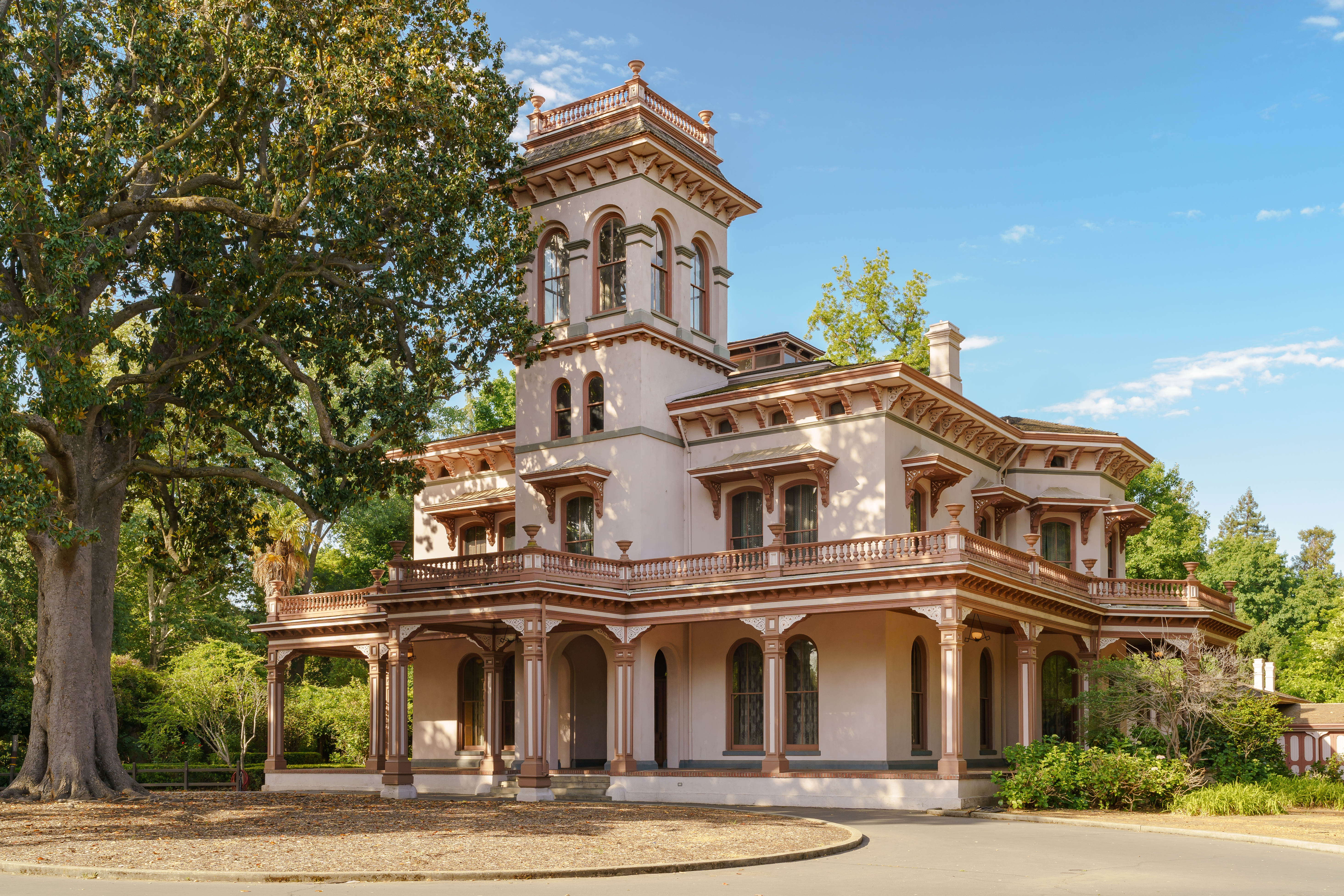
Bidwell Mansion State Historic Park, un ranchos de Californie ayant appartenu à John et Annie Bidwell. Aujourd'hui c'est un musée. Mai 2021.

- À Chico se trouvent Bidwell Park, le septième plus grand parc municipal des États-Unis, Bidwell Mansion State Historic Park, le Chico University Arboretum, et possède le plus haut immeuble entre Sacramento et Portland.
- L'université d'État de Californie possède son campus dans cette ville.
- La Sierra Nevada Brewing Company a son siège à Chico.
- KDIG, une radio rock y diffuse